# 莫宗通
莫宗通（1960年1月—），江苏赣榆县人，中华人民共和国政治人物。

## 生平
1979年9月，任华东师范大学政教系经济学专业学习。1984年7月，加入中国共产党。历任连云港市政府办公室副科级秘书、正科级秘书。1993年12月，任连云港市政府办公室综合一科科长。1997年1月，到宿迁市委办公室工作。1997年7月，任市委政研室副部长，市委组织部副部长、市人大人代联委副主任。2000年8月，任宿迁市委组织部副部长、市人大人代联委主任。2000年12月，任中共沭阳县委副书记、代县长。2003年1月，任沭阳县委书记、县人大常委会主任。2004年8月，任宿迁市委常委、沭阳县委书记、县人大常委会主任，2005年1月任中共宿迁市委常委、中共沭阳县委书记。2011年6月，担任中共江苏省委统战部副部长。